# Метохија (Подујево)
Метохија (алб. Metehi или Metehia) је насеље у општини Подујево на Косову и Метохији. Атар насеља се налази на територији катастарске општине Метохија површине 710 ha. Село Метохија се налази у Горњем Лабу, петанаестак километара од Подујева. По турском попису из 1455. године, Метохија је била велико село, са 51 српском кућом, два попа и једним калуђером испосником. Данас у селу постоје остаци две српске цркве и старог гробља. Године 1986. у селу је остало још само једно српско домаћинство.

## Демографија
Насеље има албанску етничку већину.
Број становника на пописима:
- попис становништва 1948. године: 522
- попис становништва 1953. године: 622
- попис становништва 1961. године: 687
- попис становништва 1971. године: 814
- попис становништва 1981. године: 995
- попис становништва 1991. године: 1231